# Vigil (sèrie de televisió)
Vigil és una sèrie de televisió britànica de ficció criminal i policíaca creada per Tom Edge i produïda per World Productions. La sèrie està formada per sis capítols i es va emetre al canal BBC One l'agost de 2021. La sèrie està ambientada a Escòcia i bona part de l'acció transcorre dins un submarí de míssils balístics fictici de la Royal Navy. Ha estat subtitulada al català.

## Antecedents
La història té similituds amb els esdeveniments que involucren el submarí de la Royal Navy HMS Vigilant.
La pèrdua del vaixell d'arrossegament fictici "Mhairi Finnea" a la sèrie també té semblances amb l'enfonsament del vaixell "FV Antares" pel submarí de propulsió nuclear de la Royal Navy HMS Trenchant al fiord de Clyde l'any 1990. Les famílies de la tripulació de l'Antares es van mostrar molestes per les escenes del "Mhairi Finnea". Tanmateix, la BBC va negar que el drama estigués inspirat o basat en un esdeveniment concret de la vida real.

## Argument
La detectiu inspectora en cap Amy Silva del Servei de Policia Escocès és enviada a l'HMS Vigil, un submarí de míssils balístics classe Vanguard de propulsió nuclear, per investigar una mort a bord, que té lloc poc després del misteriós enfonsament d'un vaixell escocès de pesca d'arrossegament. La difícil investigació dins el submarí i les dels seus companys a terra, posen a la policia en conflicte amb la Royal Navy i l'MI5, el Servei de Seguretat Britànic.

## Personatges
- Suranne Jones com a la Detectiu Inspectora en Cap Amy Silva
- Rose Leslie com la Detectiu sargent Kirsten Longacre
- Shaun Evans com el Sotsoficial de Primera classe Elliot Glover, comandant de l'HMS Vigil.
- Martin Compston com el Sotsoficial en Cap Craig Burke, expert en mapes de sonar de l'HMS Vigil.
- Paterson Joseph com el Comandant Neil Newsome, capità de l'HMS Vigil.
- Adam James com el Tinent Comandant Mark Prentice, oficial executiu de l'HMS Vigil.
- Gary Lewis com el Detectiu Superintendent Colin Robertson.
- Lauren Lyle com a Jade Antoniak, activista per la pau.
- Therese Bradley com a Laura Michaels, oficial de l'MI5.
- Parth Thakerar com a Jay Kohli, oficial de l'MI5.
- Lolita Chakrabarti com el Tinent Comandant Erin Branning.
- Dan Li com el Tinent Comandant Hennessy, oficial enginyer d'armes de l'HMS Vigil.
- Lorne MacFadyen com el Sotsoficial en Cap Matthew Doward, expert en mapes de sonar transferit de l'HMS Virtue.
- Connor Swindells com el Tinent Simon Hadlow, oficial enginyer de l'HMS Vigil.
- Lois Chimimba com la Sotsoficial en Cap Tara Kierly, experta en mapes de sonar de l'HMS Vigil.
- Daniel Portman com el Sotsoficial en Cap Gary Walsh, enginyer de l'HMS Vigil.
- Anjli Mohindra com la Tinent cirurgià Tiffany Docherty, oficial mèdic de l'HMS Vigil.
- Anita Vettesse com la Sotsoficial, xef de l'HMS Vigil.
- Stephen Dillane com el Contraalmirall Shaw, cap del Servei de submarins de la Royal Navy.
- Orla Russell com a Poppy.
- Reuben Joseph com a DS Porter.
- Cal MacAninch com a Ben Oakley, activista per la pau.

## Episodis
| Núm. d'història | Episodi | Títol       | Direcció      | Guió            | Data d'estrena al Regne Unit |  |
| --------------- | ------- | ----------- | ------------- | --------------- | ---------------------------- |  |
| 1               | 1       | "Episode 1" | James Strong  | Tom Edge        | 29 d'agost de 2021           |  |
|                 |         |             |               |                 |                              |  |
| 2               | 2       | "Episode 2" | James Strong  | Tom Edge        | 30 d'agost de 2021           |  |
|                 |         |             |               |                 |                              |  |
| 3               | 3       | "Episode 3" | James Strong  | Ed Macdonald    | 5 de setembre de 2021        |  |
|                 |         |             |               |                 |                              |  |
| 4               | 4       | "Episode 4" | Isabelle Sieb | Chandni Lakhani | 12 de destembre de 2021      |  |
|                 |         |             |               |                 |                              |  |
| 5               | 5       | "Episode 5" | Isabelle Sieb | Tom Edge        | 19 de setembre de 2021       |  |
|                 |         |             |               |                 |                              |  |
| 6               | 6       | "Episode 6" | Isabelle Sieb | Tom Edge        | 26 de setembre de 2021       |  |
|                 |         |             |               |                 |                              |  |

## Música
El tema musical del programa és la cançó "Fuel to Fire" de l'àlbum Aventine de 2013 de la cantant, compositora i músic danesa Agnes Obel. Una altra música inclosa a la sèrie està composta per Afterhere (Berenice Scott i Glenn Gregory). L'episodi 4 inclou la cançó "Anchor" del cantant, compositor i multiinstrumentista gal·lès Novo Amor, llançada com a senzill el 2015 i inclosa al seu EP de 2017 Bathing Beach.